# أبو دفدوف
أبو دفدوف (الاسم العلمي: Abudefduf)، جنس أسماك بحرية من فصيلة القعيسيات. والاسم العلمي للجنس من اللغة العربية وتعني «أبو الجوانب المُسطحة». أنواعه 19 نوعاً، ومن أشهرها أبو دفدوف المخطط والذي يعيش في المحيط الهندي والمحيط الهادي ، وفي المنطقة العربية، حول سواحل شبه الجزيرة العربية ، والبحر الأحمر، والخليج العربي، وخليج عمان، وبحر العرب، وشرق البحر الأبيض المتوسط.

## وصلات خارجية
سمك أبو دفدوف المُخطط من بحر دبا الفجيرة، الساحل الشرقي لدولة الإمارات العربية المتحدة، خليج عُمان . بقلم : أ.د. نورمان (نعمان) علي بسام خلف اليافاوي العيزري . الغزال : النشرة الفلسطينية لعلم الأحياء . تصدر عن دائرة البروفيسور نورمان خلف لأبحاث البيئة والإعلام البيئي، المركز القومي للبحوث، جامعة فلسطين، غزة، دولة فلسطين . المجلد 39 ، العدد 195 . https://issuu.com/dr-norman-ali-khalaf/docs/sergeant_fish_uae
سمك أبو دفدوف المُخطط أو القِعيس المُخطط . بقلم : أ.د. نورمان (نعمان) علي بسام خلف اليافاوي العيزري . الغزال : النشرة الفلسطينية لعلم الأحياء . تصدر عن دائرة البروفيسور نورمان خلف لأبحاث البيئة والإعلام البيئي، المركز القومي للبحوث، جامعة فلسطين، غزة، دولة فلسطين. المجلد 39 ، العدد 196 . https://www.academia.edu/42580705/The_Indo-Pacific_Sergeant_or_Damselfish_Abudefduf_vaigiensis_Quoy_and_Gaimard_1825_